# Международен съвет за опазване на паметници и забележителните места
Международният съвет за паметници и места (ICOMOS) е международна организация, посветена на опазването и защитата на културни и исторически обекти по света. ИКОМОС е основана през 1965 г. след приемането на Венецианската харта от 1964 г. Съветът оценява обекти, предложени за включване в Списъка на световното наследство на ООН.
Предшественикът на ICOMOS е Атинската конференция за реставрация на паметници на културата от 1931 г., свикана от Международния съвет на музеите. Атинската харта от 1931 г. въвежда за първи път термина „световно наследство“. Вторият конгрес на архитектите и защитниците на историята през 1964 г., проведен във Венеция, приема 13 резолюции. Като част от първата резолюция, известна като Венецианската харта, е ратифицирана Международната харта за опазване и реставрация на паметници и исторически места, а като част от втората резолюция, представена от ЮНЕСКО, е създадена самата организация ICOMOS, чиято основна задача е прилагането на доктрините на Венецианската харта.
В момента ICOMOS има повече от 9500 членове от 110 страни. Специалистите по консервация участват в дейностите на ИКОМОС чрез своите национални комитети. Всеки член на Съвета, с редки изключения, има квалификация в областта на опазването на културното наследство: архитектура, ландшафтен дизайн, археология, градско планиране, инженерство, администрация на културното наследство, история на изкуството, архиви и др. Седалището на Съвета е в Париж. Седалището на представителството на Международната организация във Великобритания е в Лондон. В Австралия общественото сдружение ИКОМОС е създадено през 1976 г.

## Страни членки
Националните комитети са мрежа от представителни организации на ИКОМОС, създадени в страните членки на ЮНЕСКО. Те обединяват организации и лица, за да събират, оценяват и разпространяват информация относно принципите, практиките и политиките за опазване. Сега има повече от 110 национални комитета. Всеки национален комитет има право да разработи собствена програма и правила за приемане на нов член, но всичко се случва в съответствие с духа на устава на международната организация ICOMOS.
Национални комитети на ICOMOS са създадени в следните страни:
Австралия

Австрия

Азербайджан

Албания

Алжир

Андора

Ангола

Аржентина

Армения

Бангладеш

Беларус

Белгия

Бенин

България

Боливия

Бразилия

Буркина Фасо

Унгария

Габон

Хаити

Гана

Гватемала

Гвинея

Германия

Гърция

Хондурас

Грузия

Дания

Демократична република Конго

Доминиканска република

Египет

Замбия

Зимбабве

Израел

Индия

Индонезия

Йордания

Иран

Ирландия

Исландия

Испания

Италия

Казахстан

Камбоджа

Камерун

Канада

Кения

Китай

Кипър

Колумбия

Корейска народнодемократична република

Република Корея

Коста Рика

Кот д'Ивоар

Куба

Киргизстан

Латвия

Ливан

Литва

Люксембург

Мавриций

Мавритания

Мадагаскар

Република Северна Македония

Малави

Мали

Малта

Мароко

Мексико

Молдова

Намибия

Непал

Нигерия

Нидерландия

Никарагуа

Нова Зеландия

Норвегия

Обединено кралство Великобритания и Северна Ирландия

Пакистан

Палестина (наблюдател)

Панама

Парагвай

Перу

Полша

Португалия

Русия

Румъния

Салвадор

Саудитска Арабия

Свазиленд

Сенегал

Сърбия